# جونیور آلکانتارا
جونیور آلکانتارا (انگلیسی: Junior Alcántara؛ زادهٔ ۲ اکتبر ۲۰۰۴) بوکسور اهل جمهوری دومینیکن است.
وی در مسابقات کشوری و بین‌المللی در مجموع برندهٔ ۱ مدال طلا، ۱ مدال نقره، ۱ مدال برنز شده است.